# Stenophylax permistus
Stenophylax permistus là một loài Trichoptera trong họ Limnephilidae. Chúng phân bố ở miền Cổ bắc.